# Division 39
Cette page contient des caractères spéciaux ou non latins. S’ils s’affichent mal (▯, ?, etc.), consultez la page d’aide Unicode.
Pour un article plus général, voir Activités illicites de la Corée du Nord.
La Division 39 ou Bureau 39 (Room 39), officiellement Bureau 39 du comité central du Parti du travail de Corée (Central Committee Bureau 39 of the Korean Workers' Party), est une organisation gouvernementale secrète de la Corée du Nord visant à alimenter la caisse noire de Kim Jong-un, actuel dirigeant de la république populaire démocratique de Corée.
On estime que cette organisation possède plus de cinq milliards de dollars de fonds générés par des activités légales (vente d'armes entre autres) mais également illégales telles que la contrefaçon monétaire (voir Superdollar) et le trafic de drogue.
Bien que l'isolement dans lequel est plongé l'État nord-coréen rende l'accès à ces informations extrêmement difficile, certains affirment que la Division 39 est vitale pour Kim Jong-un, celle-ci lui permettant notamment d'acheter un support politique et de financer le programme d'armement nucléaire nord-coréen.

## Histoire
La Division 39 fut fondée à la fin des années 1970 par Kim Jong-il afin de financer et de contrôler les activités de la famille dynastique des Kim. L'origine de son nom est inconnue.
Au début de l'année 2010, l'agence de presse sud-coréenne Yonhap News Agency rapporte que le dirigeant de la Division 39, Kim Dong Un, avait été renvoyé et remplacé par son adjoint Jon Il Chun.
En janvier 2018, des officiels chinois estiment que la « caisse noire » alimentée par la Division 39 est presque vide, en raison notamment des dépenses extravagantes de Kim Jong-Un, du coûteux programme nucléaire ou des sanctions économiques en représailles.

## Activités
Très peu de choses sont connues à propos de cette organisation étant donné son caractère secret, mais il est largement supposé[Par qui ?] qu'elle possède entre 10 et 20 comptes bancaires dédiés à la contrefaçon et au blanchiment d'argent ainsi qu'à d'autres types d'activités illégales. On[Qui ?] suppose également que l'organisation est impliquée dans le trafic de drogues et la vente illégale d'armes. Par ailleurs, on sait que l'organisation possède 120 compagnies étrangères de commerce sous sa juridiction et qu'elle est sous le contrôle direct de Kim Jong-un. La Corée du Nord nie prendre part dans des activités illégales quelles qu'elles soient.
Un rapport de 2007 publié par Millennium Project de la Fédération Mondiale des Associations pour les Nations unies estime que la Corée du Nord tire entre 500 millions et 1 milliard de dollars de revenus annuels de ses activités criminelles. En 2006, un rapport du Congressional Research Service estimait qu'au moins 45 millions en monnaies contrefaites d'origine nord-coréenne avaient été identifiés en circulation.
Les États-Unis ont accusé la Division 39 de vendre de la technologie militaire pour obtenir des liquidités étrangères. La Corée du Nord dément ces accusations.
La Division 39 est située dans un bâtiment du Government Complex No. 1, Pyongyang (en) à Pyongyang.

### Travailleurs à l'étranger
La Corée du Nord envoie des travailleurs dans différentes pays étrangers où ils exercent souvent les métiers les plus difficiles : bâtiment, secteur primaire, chantiers navals, etc. Estimés à cinquante mille selon l'ONU, ils voient leur salaire confisqué par le régime à hauteur de 70 %. Pour avoir le droit de partir, il faut être marié et avoir au moins un enfant, qui restent en Corée du Nord afin de dissuader toute fuite.

### Cybercriminalité
La Division 39 se livrerait également à la cybercriminalité, et est soupçonnée d'être à l'origine du cyber-braquage de la banque centrale du Bangladesh ou du rançongiciel WannaCry, pour un revenu estimé à huit cents millions de dollars par an. La Division 39 serait également derrière le piratage de plates-formes d'échange de crypto-monnaies, comme Youbit ou Coincheck. Environ six mille hackers feraient partie de cette division.

### Trafic d'ivoire
Des diplomates nord-coréens en Afrique sont régulièrement arrêtés pour trafic d'ivoire d'éléphant ou de corne de rhinocéros. En 2015, par exemple, l'un d'eux est arrêté avec cent mille dollars en espèces et 4,5 kg de corne de rhinocéros.

## Dirigeant du Bureau 39
Paek In-su fut dirigeant du Bureau 39.